# Scopifera longipalpalis
Scopifera longipalpalis är en fjärilsart som beskrevs av Felder 1874. Scopifera longipalpalis ingår i släktet Scopifera och familjen nattflyn. Inga underarter finns listade.